# Кайден Боше
Ка́йден Боше́ (нар. 3 червня 1985, Брест, Франція) — модель, актор, кінорежисер, продюсер і композитор. Відомий за участю в ароматичних кампаніях Dior Addict "Be Iconic" та "Eau Délice"  Крістіана Діора разом із супермоделлю Дафною Гроневельд. Також відомий тим, що з’являється у  Vogue , Magazine Jalouse, Spray Magazine, та проводить покази для Christian Dior, Prada, Kenzo, Francesco Smalto, Alexis Mabille та ін.

## Біографія
Кайден Боше народився 3 червня 1985 року в  Бресті ,  Франція . Його мати померла 24 лютого 1994 року, у віці 33 років, через три тижні після народження його молодшої сестри. 
У 1999 році Боше був усиновлений родиною. Зазнавав фізичного та емоційного насильства з боку нової сім'ї понад 5 років. Попри це, Боше згадував, що він був близьким до своєї прийомної родини, свого брата Мікаеля, сестри Вікторії та давніх друзів  Емеліни, Фанні та Золтане. 
Закінчив середню школу в 2004 році. Почав свою міжнародну кар'єру як модель роком пізніше. 
Боше також здобув вищу освіту в галузі маркетингу та комунікаційних досліджень. 
Що стосується власного стилю одягу, то Кайден вважає, що краще носити одяг яскравих кольорів, який може бути не високомодним, але зручним. 
Вільно володіє англійською та французькою мовами і розуміє італійську та іспанську мови. 
Боше також набирає популярність на різних соціальних платформах, включаючи Facebook, Twitter та Instagram. Його акаунт в Twitter "kaydenboche", який він створив у липні 2010 року, вже накопичив понад 57 K підписників, тоді як його акаунт в Instagram "kayden.boche" набрав понад 19 K підписників. 19 жовтня 2011 року він запустив свій YouTube-канал «KaydenBocheTV», який до цього часу набрав понад 76 K перегляди.

## Кар'єра
Модель
Боше розпочав свою модельну кар’єру в 2005 році. Вперше його сфотографував Фред Гудон - відомий французький фотограф та автор календарів регбі Dieux du Stade. Через два роки його помітила та найняла компанія Request Model Management в Нью-Йорку та Elite Model Management в Мілані - міжнародний лідер модельних агентств. Модельна кар'єра  Боше незабаром почала розвиватись, згодом його почали фотографувати Тім Уолкер, Франсуа Руссо, Фред Годоном, Олів'є Ріє, Бруна Казіноті, Марк Ервоу, Джо Лай, Марсело Капіцано, Майкл Баумгартен, Сем Скоттом Скіаво, Жульєн Коцоліно, Маттіо Дортомбом, Квентін Каф'єром та ін. Як модель  він ходив по подіуму представляючи такі відомі бренди, як Christian Dior, Prada, Kenzo, 8 Francesco Smalto, Alexis Mabille та ін.
Музика
Кайден Боше створив кількох всесвітньо відомих артистів, серед яких  Джессіка Лоундес , Джеймс Рендон та Джеремі Амелін - французька фіналістка  American Idol . Він - режисер кліпу та композитор пісні " О, О! " (feat. Angelika)  - четвертий сингл від Джеремі Амелін, опублікований у всьому світі 25 січня 2010 року. Станом на 15 червня 2017 року, сингл транслювався понад 11,8 мільйонів разів у всьому світі, а кліп мав понад 2,3 мільйона переглядів на YouTube. Боче також співпрацював з Джессікою Лоундес та музичним продюсером Джеймсом Рендоном, щоб записати та випустити пісню "Undone" (feat. Джессіка Лоундс) - п'ятий сингл від Джеремі Амелін, що вийшов у всьому світі 23 травня 2011 р.

## Дискографія
| Рік  | Виконавець      | Назва                     | Примітка.                        |      |            |            |                                  |
| ---- | --------------- | ------------------------- | -------------------------------- | ---- | ---------- | ---------- | -------------------------------- |
| Рік  | Виконавець      | Назва                     | Примітка.                        | 2012 | Davi Shane | Sandcastle | співпродюсер з Джеймсом Рендоном |
| 2011 | Jessica Lowndes | Undone                    | співпродюсер з Джеймсом Рендоном |      |            |            |                                  |
| 2010 | Jérémy Amelin   | Oh, Oh ! (feat. Angelika) | у співавторстві з Анжелікою Ві   |      |            |            |                                  |